# Sevilla Fútbol Club "C"
El Sevilla Fútbol Club "C" es un equipo de fútbol de España, de la ciudad de Sevilla, en Andalucía. Se trata del tercer equipo filial del Sevilla Fútbol Club de la Primera División de España, siendo el segundo equipo el Sevilla Atlético, que milita en la Primera Federación. Fue fundado en 2003 y actualmente juega en el Grupo X de la Tercera Federación.

## Uniforme
- Uniforme titular: Camiseta blanca con una pequeña franja roja a la altura del hombro izquierdo de la camiseta, pantalón blanco y medias negras.
- Uniforme alternativo: Camiseta roja con una pequeña franja blanca a la altura del hombro izquierdo de la camiseta, pantalón rojo y medias rojas.

## Estadio
El Sevilla C disputa sus partidos oficiales en la Ciudad Deportiva José Ramón Cisneros Palacios, con capacidad para 2500 espectadores.

## Datos del club
- Temporadas en Segunda División B: 0.
- Temporadas en Tercera División: 12.

## Cuerpo Técnico
| Posición            | Nombre                         |
| ------------------- | ------------------------------ |
| Entrenador          | Joaquín Hidalgo                |
| Segundo Entrenador  | Francisco David Caballero Cruz |
| Entrenador Porteros | José Manuel Romero Bernal      |
| Preparador Físico   | Hugo Sánchez Pérez             |
| Fisioterapeuta      | José Díaz Castilla             |
| Delegado            | Jesús Márquez Vicente          |
| Utillero            |                                |
| Delegado De Campo   | José Joaquín Lacida Infante    |

## Evolución histórica del club
| Temporada | División | Puesto |
| --------- | -------- | ------ |
| 2003-04   | 2.ª Reg  | 1.º    |
| 2004-05   | 1.ª Reg  | 1.º    |
| 2005-06   | Reg Pre  | 1.º    |
| 2006-07   | 1.ª And  | 1.º    |
| 2007-08   | 3.ª Div  | 8.º    |
| 2008-09   | 3.ª Div  | 5.º    |
| 2009-10   | 3.ª Div  | 14.º   |
| 2010-11   | 3.ª Div  | 9.º    |
| 2011-12   | 3.ª Div  | 5.º    |
| 2012-13   | 3.ª Div  | 13.º   |
| 2013-14   | 3.ª Div  | 15.º   |
| 2014-15   | 3.ª Div  | 8.º    |
| 2015-16   | 3.ª Div  | 8.º    |

| Temporada | División | Puesto    |
| --------- | -------- | --------- |
| 2016-17   | 3.ª Div  | 6.º       |
| 2017-18   | 3.ª Div  | 6.º       |
| 2018-19   | 3.ª Div  | 15.º      |
| 2019-20   | 3.ª Div  | 6.º       |
| 2020-21   | 3.ª Div  | 7.º / 1.º |
| 2021-22   | 3.ª RFEF | 8.º       |
| 2022-23   | 3.ª RFEF | 4.º       |
| 2023-24   | 3.ª RFEF | 16.º      |